# Czartki (szczyt)
Czartki (niem. Höllen Berge, 417 m n.p.m.) – szczyt w południowo-zachodniej Polsce na Pogórzu Wałbrzyskim w Sudetach.
Szczyt w Książańskim Parku Krajobrazowym, z jego stoku wypływa Olszański Potok, który wpływa do Czarnuchy dopływu Strzegomki.

## Szlaki turystyczne
Zachodnim podnóżem prowadzą:
- żółto–niebiesko–żółty Szlak Ułanów Legii Nadwiślańskiej: Świdnica – Witoszów Dolny – Witoszów Górny – Rezerwat „Jeziorko Daisy” – Szczawienko – Zamek Książ – Podzamcze – Szczawno-Zdrój – Struga – ruiny zamku Cisy – Chwaliszów – Dobromierz – Serwinów – Mały Modlęcin – Granica – Stawiska – Strzegom
- – Szlak Zamków Piastowskich z Zamku Grodno do Grodziec.